# Amtsbezirk Pöggstall
Der Amtsbezirk Pöggstall war eine Verwaltungseinheit im Waldviertel in Niederösterreich.
Der Amtsbezirk war der Kreisbehörde in Krems an der Donau unterstellt und besorgte deren Amtsgeschäfte vor Ort. Die Zuständigkeit erstreckte sich neben Pöggstall auf die damaligen Gemeinden Arndorf, Aschelberg, Bruck, Filsendorf, Laimbach, Loibersdorf, Mannersdorf, Mollendorf, Mürfelndorf, Neudorf, Pöbring, Pömmerstall, Raxendorf, Seiterndorf, Troibetsberg, Weinling, Weiten, Würnsdorf und Zeining.
Der Amtsbezirk umfasste dabei 20 Gemeinden mit 5.526 Einwohnern (lt. Zählung von 1851).